# Hastula

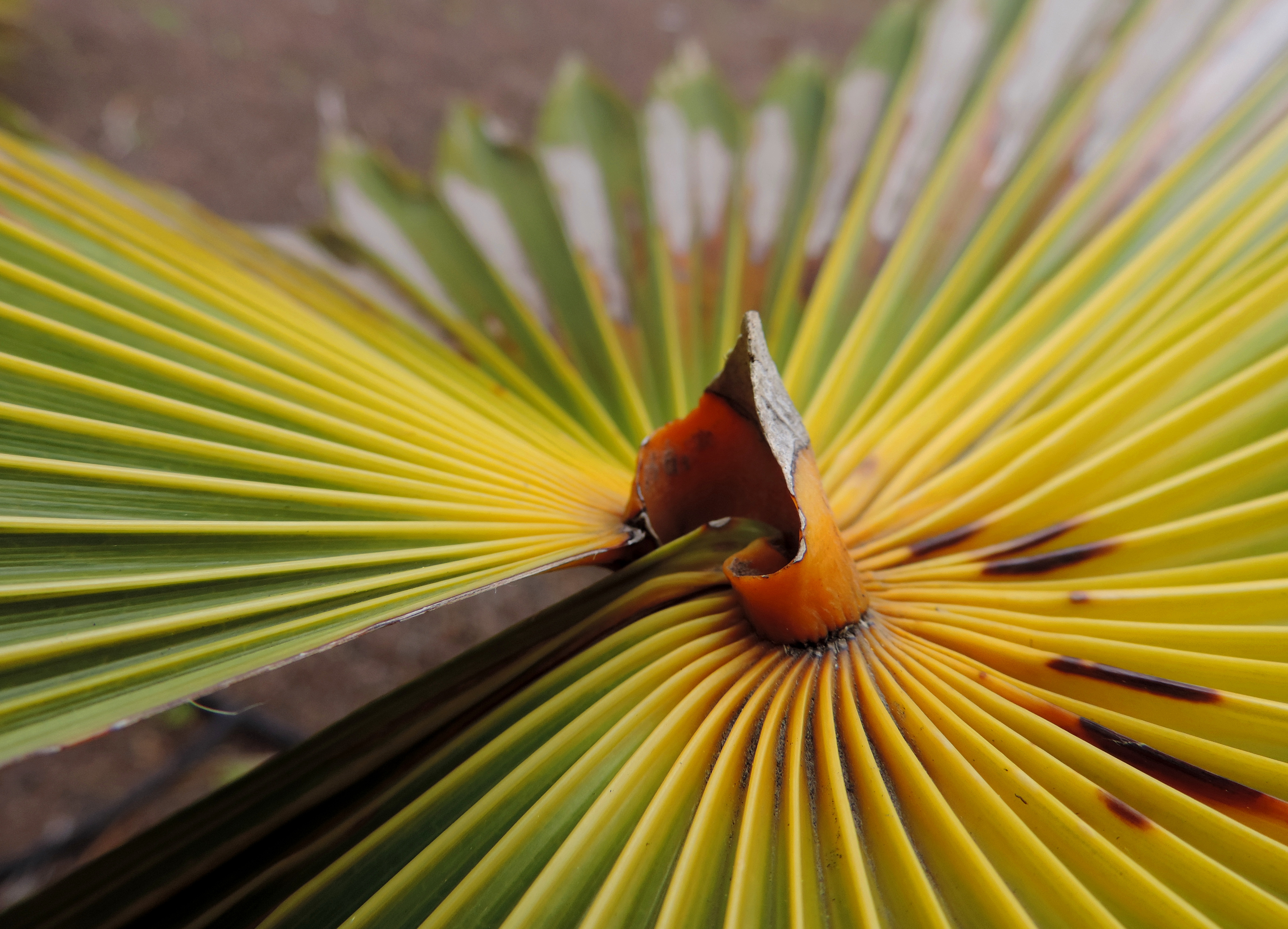
Hastula na listu Coccothrinax argentea

Hastula je botanický morfologický termín, používaný u palem. Je to výběžek na lícové nebo řidčeji i na rubové straně dlanitých a dlanitozpeřených listů některých palem, vyrůstající v místě kde přirůstá čepel k řapíku. Přítomnost hastuly a její tvar a velikost má význam při určování palem a rozlišování navzájem podobných rodů.
Nápadnou hastulu má např. Bismarckia nobilis, lontar (Borassus) a četné jiné palmy z podčeledi Coryphoideae. Serenoa plazivá (Serenoa repens) má hastulu i na rubu listu.

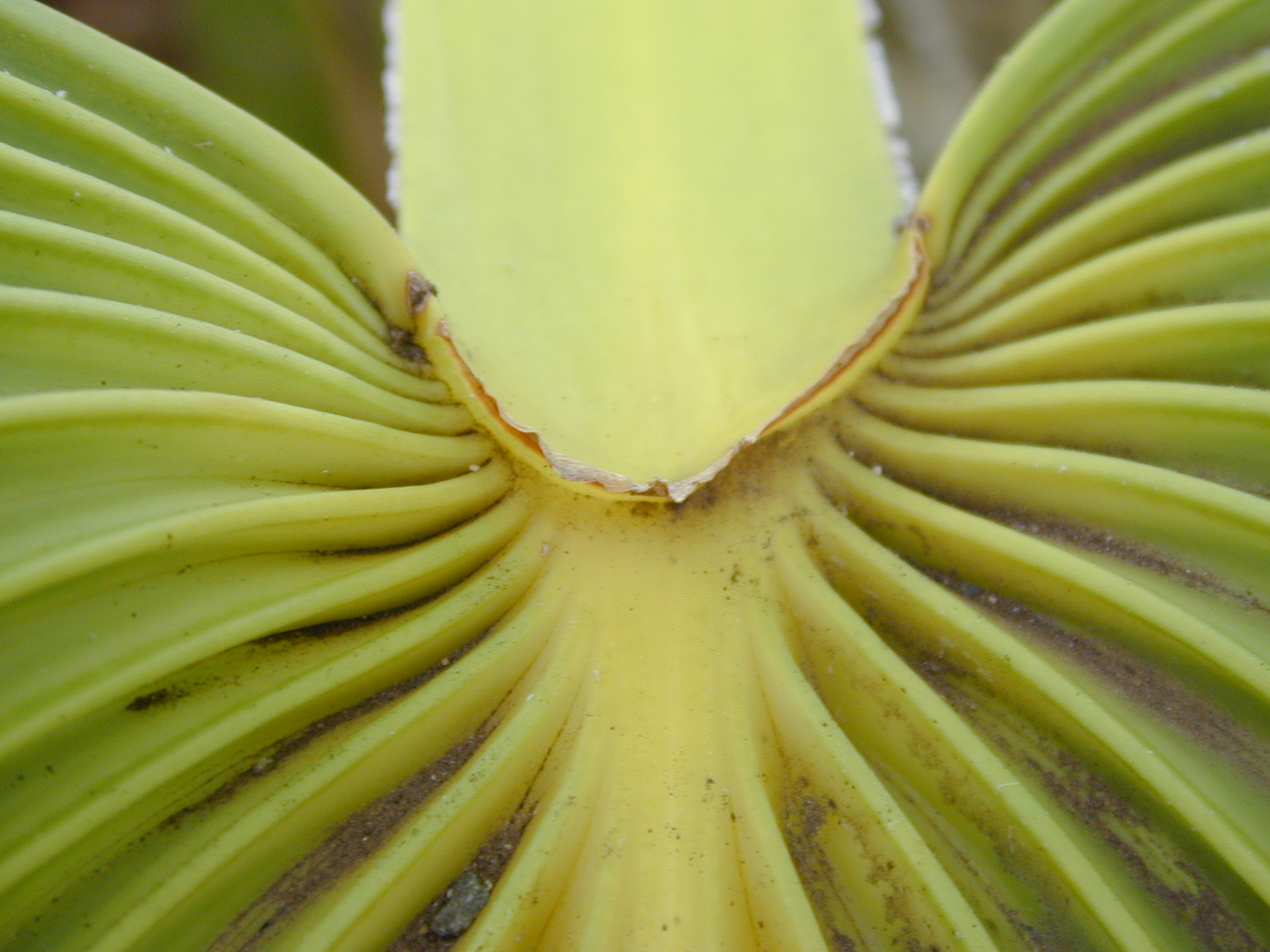
Hastula v podobě nízkého lemu na listu Pritchardia sp.